# Данилов, Алексей Ильич (генерал)
Алексе́й Ильи́ч Дани́лов (26 января 1897 — 23 июня 1981) — советский военачальник, начальник штаба и командующий рядом армий в Великой Отечественной войне, генерал-лейтенант (1943).

## Первая мировая и Гражданская войны
Родился в деревне Мосино ныне Владимирского района Владимирской области. Окончил сельскую школу, в 1915 году экстерном сдал экзамен на сельского учителя.
Служил в Русской императорской армии с мая 1916 года по декабрь 1917 года. С мая 1916 по февраль 1917 года служил в 214-м запасном пехотном полку (Новохопёрск). Окончил Алексеевское военное училище в июне 1917 года. Воевал на Северо-Западном фронте, младший офицер 219-го пехотного Котельнического полка, с сентября — младший офицер 218-го пехотного Горбатовского полка 55-й пехотной дивизии 35-го армейского корпуса 3-й армии. В декабре 1917 года прапорщик Данилов был демобилизован и приехал в Владимир.
Около года жил в Владимире и работал в уездном продовольственном комитете.
В Красной Армии с января 1919 года, по мобилизации. Сначала служил командиром роты отдельного Северо-Западного батальона судоходной охраны, в августе 1919 года назначен секретарём Гомельской транспортной ЧК. С марта 1920 года — командир роты Московского территориального полка в Ямбурге, с августа 1920 — командир экспедиционного отряда штаба 7-й армии. В Гражданской войне А. И. Данилов участвовал в составе этих частей в Прибалтике и на Западном фронте.

## Межвоенный период
С февраля 1921 года А. И. Данилов — командир роты 498-го стрелкового полка 5-й стрелковой дивизии, с июля 1921 — командир роты 169-го отдельного батальона войск ВЧК РСФСР по охране границы (Псков), с января 1922 — в 499-м стрелковом полку 56-й стрелковой дивизии. С августа 1922 года служил в 168-м стрелковом полку этой дивизии в Ленинградском военном округе: командир взвода, с января 1923 помощник командира роты, с июля 1923 командир роты, с июня 1925 начальник полковой школы, с ноября 1926 командир батальона.
Ещё во время службы в 168-м полку прошёл годичный курс обучения и окончил Стрелково-тактические курсы усовершенствования комсостава РККА «Выстрел» имени Коминтерна в 1924 году. В ноябре 1928 года направлен в академию и в 1931 году окончил Военную академию РККА имени М. В. Фрунзе. С мая 1931 года — начальник оперативного отделения штаба 29-й стрелковой дивизии (Вязьма), с апреля 1936 года начальник оперативной части штаба 5-го стрелкового корпуса в Белорусском военном округе, с июля 1937 по ноябрь 1938 года — начальник штаба 81-й стрелковой дивизии. Окончил курсы усовершенствования высшего комсостава при Академии Генерального штаба РККА в 1939 году. С сентября 1939 года — начальник штаба 49-го стрелкового корпуса Киевского Особого военного округа (Белая Церковь). В сентябре 1939 года участвовал в Походе РККА в Западную Украину. Участник советско-финской войны 1939—1940 гг.: начальник отделения оперативного отдела штаба Северо-Западного фронта. Вернувшись после войны на прежнюю должность в 49-й стрелковый корпус, принял в его составе участие в Бессарабско-Буковинском походе РККА в июне—июле 1940 года. С июля 1940 года — помощник командующего войсками Киевского Особого военного округа по ПВО.

## Великая Отечественная война
С 27 сентября 1941 года — начальник штаба 21-й армии Юго-Западного фронта, организовал выход её войск из окружения в Киевском котле в районе города Прилуки, принимал участие в Харьковской оборонительной операции 1941 года и в Харьковском сражении 1942 года. С 5 июня 1942 года — командующий 21-й армией Сталинградского (с 28 сентября 1942 года — Донского) фронта, которая под его командованием принимали участие в Воронежско-Ворошиловградской операции, Сталинградской битве. Соединения 21-й армии стойко обороняли левый берег реки Дон на участке станица Клетская, Серафимович.
С 1 ноября 1942 года — начальник штаба 5-й танковой армии Юго-Западного фронта, которая участвовала в контрнаступлении под Сталинградом.
С 20 апреля 1943 года — начальник штаба 12-й армии Юго-Западного фронта, сформированной на базе 5-й танковой армии и находившейся в резерве фронта.
С 19 мая 1943 года — командующий 12-й армией. В августе армия была выведена в первый эшелон фронта, где, сменив соединения и части 8-й гвардейской армии северо-восточнее Барвенково, прочно удерживала занимаемую полосу обороны. В ходе Донбасской наступательной операции войска армии под командованием А. И. Данилова нанесли поражение соединениям 1-й танковой армии противника, освободили город Павлоград и, во взаимодействии с 25-й гвардейской стрелковой дивизией 6-й армии — город Синельниково, вышли к реке Днепр севернее города Запорожье, частью сил форсировали её и завязали бой за населённый пункт Войсковое. В последующем А. И. Данилов умело руководил соединениями армии при форсировании реки Днепр и овладении городом Запорожье. 30 октября 1943 года 12-я армия была расформирована.
С 18 ноября 1943 года — командующий войсками 17-й армии, дислоцированной на территории Монгольской народной республики вдоль границы с Китаем и оборонявшей советское Забайкалье. В августе-сентябре 1945 года армия в ходе советско-японской войны участвовала в Хингано-Мукденской наступательной операции Забайкальского фронта, в которой проявились боевой опыт, полученный в Великой Отечественной войне, и полководческое искусство А. И. Данилова. В ночь на 9 августа 1945 года соединения армии без артиллерийской и авиационной подготовки, преодолев вражеские заслоны, к исходу дня продвинулись на 50 км, а передовыми отрядами вышли в район озера Табун-Нур, пройдя за сутки около 70 км. Развивая наступление во взаимодействии с советско-монгольской конно-механизированной группой, войска армии под командованием А. И. Данилова на 3-й день операции подошли к юго-западным отрогам хребта Большой Хинган. В ходе дальнейшего наступления на территории Маньчжурии они успешно преодолели этот хребет, отразили контратаки противника в районе города Линьси и к исходу 14 августа овладели рубежом Дабаньшань, Цзинпэн. За 6 дней боёв части армии в трудных условиях пустынной и безводной местности продвинулись вглубь Маньчжурии почти на 400 км. Успешно действовали войска армии и в последующие дни. Только за 15 и 16 августа они преодолели расстояние в 90 км и овладели городом Удань. В дальнейшем во взаимодействии с советско-монгольской конно-механизированной группой армия продолжала стремительно продвигаться и в конце августа вышла в район города Линъюань, а одна из дивизий армии вышла на побережье Ляодунского залива в районе города Шаньхайгуань. За мужество и отвагу, воинское мастерство, проявленные при разгроме войск японской Квантунской армии, тысячи воинов армии награждены орденами и медалями. Некоторые из её соединений и частей были награждены орденами и удостоены почётных наименований.

## Дальнейшая деятельность
После войны продолжал командовать 17-й армией. С июня 1946 года — командующий 1-й Краснознамённой армией в Забайкальско-Амурском военном округе, с августа 1946 по март 1947 года — командир 2-го стрелкового корпуса в том же округе. Затем он был направлен на учёбу и в апреле 1948 года окончил Высшие академические курсы при Высшей военной академии им. К. Е. Ворошилова, а в мае этого года сам был назначен начальником этих курсов. С декабря 1951 года — помощник командующего войсками Закавказского военного округа, с июля 1954 — помощник командующего войсками Закавказского военного округа — начальник управления боевой подготовки штаба округа. С декабря 1955 года — главный военный советник в Корейской народной армии. С июня 1957 года проходил службу в 10-м Главном управлении Генерального штаба: помощник начальника 10 ГУ Генштаба по Востоку — начальник Восточного направления, с декабря 1960 — начальник Восточного отдела, с мая 1963 — генерал-инспектор по восточным странам 10-го ГУ Генштаба. 
С марта 1968 года в запасе. 
Скончался 23 июля 1981 года в Москве. Похоронен на Николо-Архангельском кладбище.

## Воинские звания
- майор (1935)
- полковник (17.02.1938)
- комбриг (1.02.1940)
- генерал-майор (4.06.1940)
- генерал-лейтенант (27.10.1943)

## Награды
- Два ордена Ленина (1.04.1943, 21.02.1945)[2]
- орден Октябрьской Революции
- Пять орденов Красного Знамени (21.03.1940, 27.12.1941, 3.11.1944, 20.06.1949, 22.02.1968)
- Два ордена Суворова I степени (19.03.1944, 8.09.1945)
- орден Богдана Хмельницкого I степени (26.10.1943)
- медали СССР
- иностранные ордена и медали[3].